# Кира
Ки́ра — женское русское личное имя, парное к мужскому Кир.

## Происхождение имени
Имя Кира может иметь различное происхождение. Оно может быть женским вариантом мужского имени Кир, происходящего от др.-греч. κύριος, «господин», или персидского царского имени Кир (перс. کوروش بزرگ ‎, др.-перс.  Куруш), означающего «солнцеподобный». Также может происходить от индийского гендерно-нейтрального имени Кирана, которое в современном хинди звучит как «Киран» (хинди किरण, от санскр. किरणः IAST: kiraṇaḥ «луч света»). Помимо этого, Кира — это англицизированная форма ирландского имени Кьяра. Имя Кира распространено в Японии, где оно означает «сияющий(-ая)».

## Именины
Православные именины:
- 28 февраля (13 марта по новому стилю в невисокосный год или 12 марта по новому стилю в високосный год) — Кира Берийская (IV век — V век) — сирийская дева, затворница[4];
- 26 сентября (9 октября — по новому стилю) — Кира — мученица[5];
- 4 декабря (17 декабря — по новому стилю) — Кира Оболенская — новомученица[6].

Католические именины:
- 5 января — Кира (Кера, Киара), аббатиса Килкири;
- 3 августа — Кира Берийская.